# DG Flugzeugbau DG-1000
DG1000 je dvosedežno jadralno letalo nemškega proizvajalca DG Flugzeugbau. DG-1001 je naslednik DG Flugzeugbau DG-505. Na voljo je 18 ali 20 metrski razpon kril. Prvič je poletel julija 2000. 
Verzija z 18 metrskim razponom je certificirana za akrobatsko letenje (+7/-5 Gs), 20-metrska verzija pa za lažje akrobatsko letenje (+5/-2,65 G).
DG1000T ima uvlačljiv motor, ki se lahko spravi v trup ko ni več potreben.

## Različice
DG1000S
Standardni 20 metrski razpon kril
DG1000S 18/20
18 ali 20 metrski razpon
DG1000S Club
18 metrski razpon, fiksno podvozje in brez vodnega balasta
DG1001
Nova malce predelana verzija
DG1000T/DG1001T
18 ali 20 razpon in turbopolnjeni motor
DG1001M
20 metrski razpon in SOLO dvotaktni motor
TG-16A
Ameriška (USAF) oznaka, zamenjava za Blanik TG-10

## Specifikacije (DG1000S)
- Posadka: 2
- Kapaciteta vodnega balasta: 160 kg (350 lb)
- Dolžina: 8,57 m (28 ft 1 in)
- Razpon kril: 20,00 m (65 ft 7 in)
- Višina: 1,83 m (6 ft 0 in)
- Površina kril: 17,5 m2 (189 ft2)
- Vitkost (krilo): 22,8
- Prazna teža: 415 kg (913 lb)
- Gros teža: 750 kg (1650 lb)
- Motor: 1 × Solo 2350C 2-valjni dvotaktni motor, 22 kW (30 KM)

- Maks. hitrost: 270 km/h (170 mph)
- Jadralno število: 46,5
- Hitrost vzpenjanja: 1,3 m/s (250 ft/min)
- Hitrost padanja: 0,5 m/s (100 ft/min)